# Martin Öhman
Scènes principales
Metropolitan Opera, opéra royal de Stockholm, Staatsoper Unter den Linden

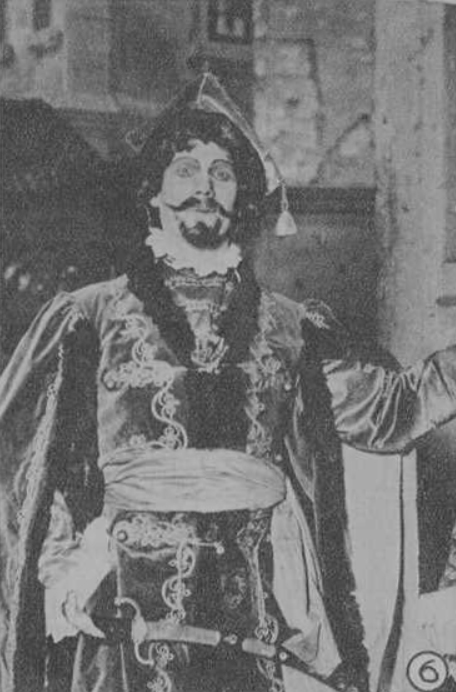
Martin Öhman dans Der Bettelstudent vers 1919.

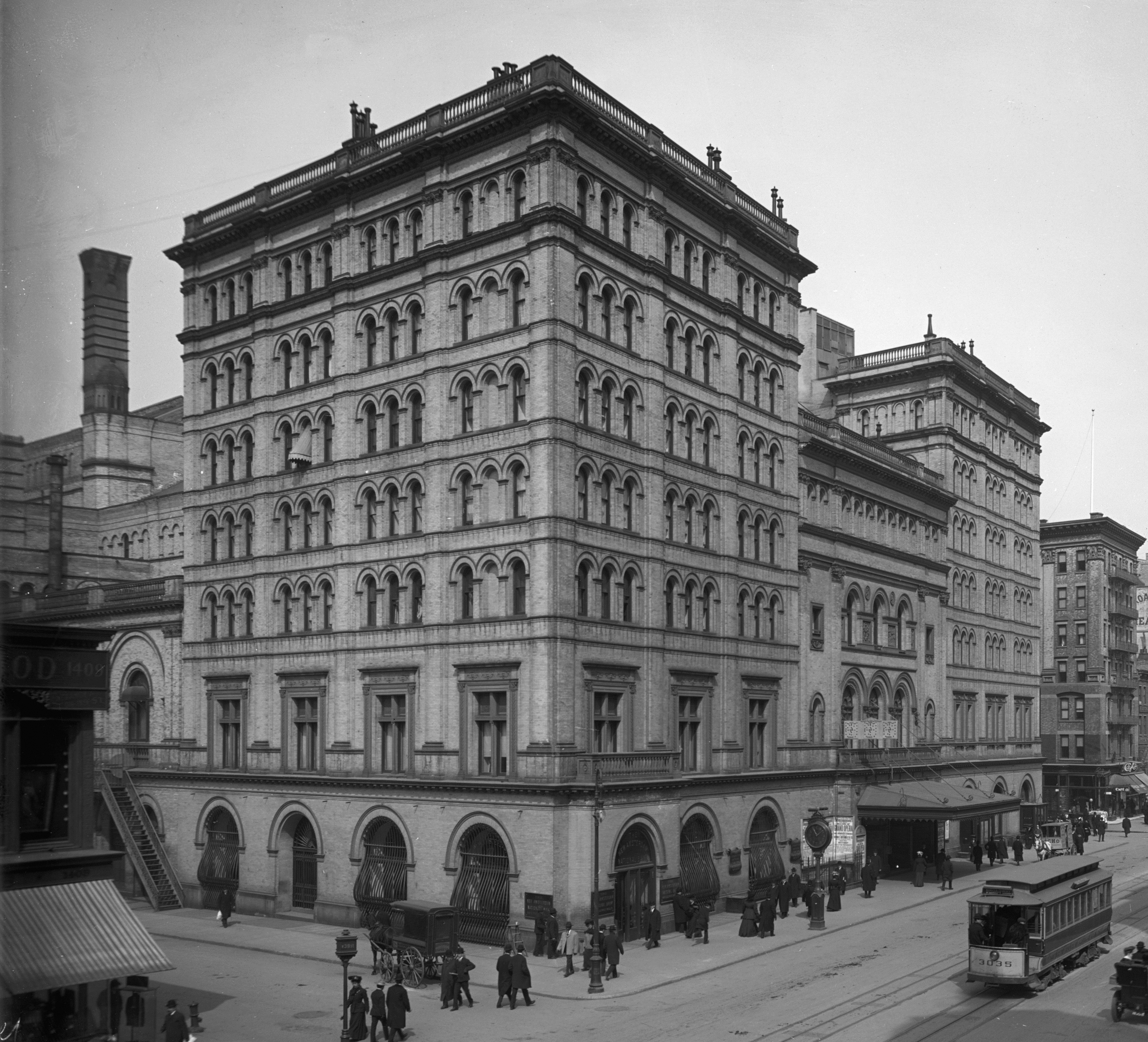
Metropolitan Opera à New York où Martin Öhman est engagé durant la saison 1924-25.

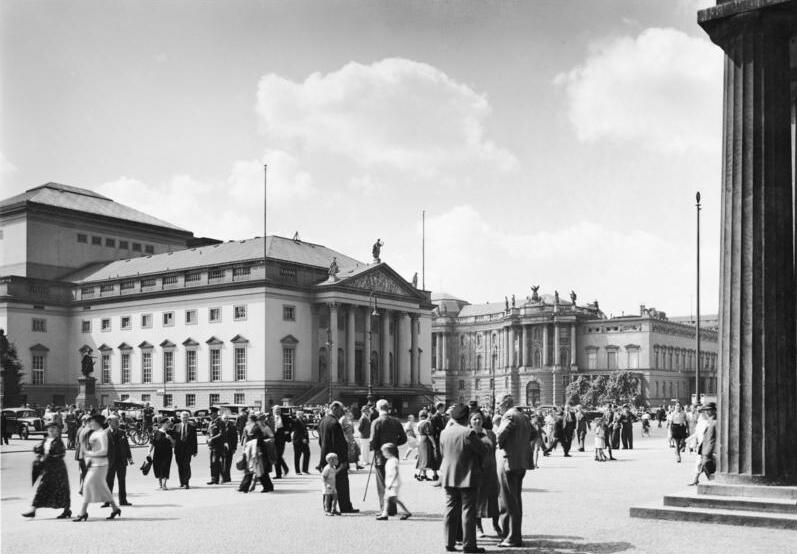
Le Staatsoper Unter den Linden de Berlin où Öhman officie en qualité de ténor soliste de 1925 à 1931.

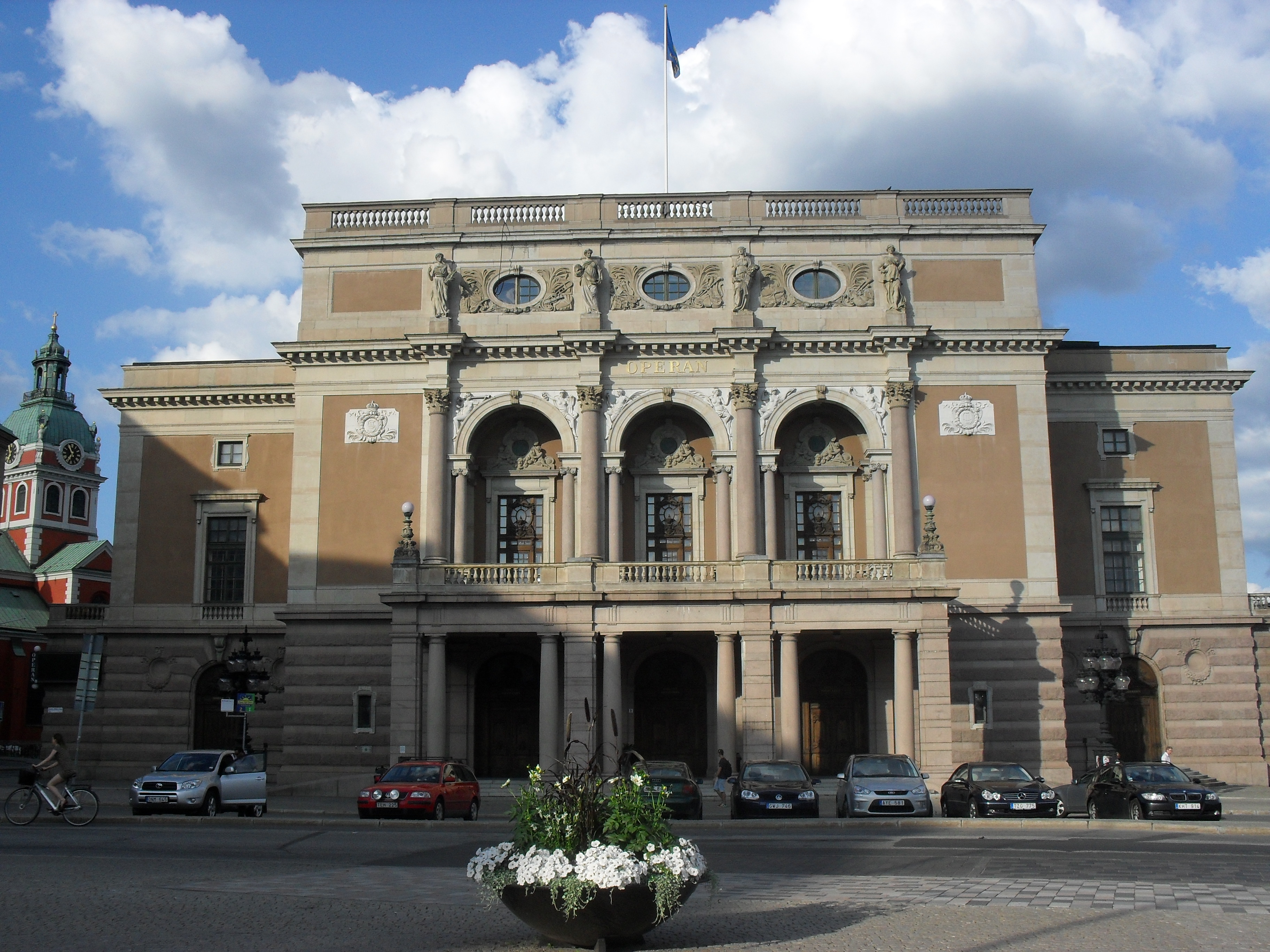
Le Kungliga Operan de Stockholm où Martin Öhman est engagé durant la saison 1919-20 puis de 1927 à 1941.

Carl Martin Öhman, né le 4 septembre 1887 à Floda församling (sv) dans le Södermanland, et mort le 9 décembre 1967 à Stockholm, est un artiste lyrique (ténor wagnérien), acteur et professeur de chant suédois. 

## Biographie

### Formation et études
Fils de pasteur, il obtient son baccalauréat en 1905. Il étudie à Stockholm à l'académie royale de musique de Suède et à Milan au conservatoire Giuseppe-Verdi. Il fait ses débuts en 1917 au Grand Théâtre de Göteborg dans Fra Diavolo d'Auber

### Carrière internationale
Au cours des années 1920 à 1930, il s'affiche comme l'un des plus célèbres chanteurs d'opéra suédois. En 1924-25, il est engagé au Metropolitan Opera de New York puis, de 1925 à 1931, au Staatsoper Unter den Linden de Berlin avant de rentrer à Stockholm où, de 1927 à 1941, il officie en qualité de ténor soliste au Kungliga Operan. Ses prestations artistiques le conduisent en outre à Paris, Prague, Vienne, Barcelone, Budapest et Hambourg.

### Répertoire
Son répertoire se focalise essentiellement sur les rôles de ténor wagnérien tout en incluant des œuvres de Verdi, Janáček , Saint-Saëns et Leoncavallo.

### Enseignement
En qualité de professeur de chant, il forme des élèves tels que Jussi Björling, Martti Talvela, Nicolai Gedda, Lawrence Welk et Erik Sædén (sv).

### Vie privée
Quatre épouses jalonnent son parcours matrimonial : 
- 1920 : Anna Rydberg
- 1924 : Anna Robenne
- 1927-1943 : Isobel Ghasal (sv), soprano libyenne d'origine perse
- 1957 : Anna-Lisa Thorsson-Öhman, née Lundberg

## Distinctions
- 1927 : Litteris et Artibus
- 1933 : Hovsångare

## Discographie partielle
- Le chant de la terre avec Kertyn Thorborg, enregistrement dirigé par Carl Schuricht à Amsterdam en 1939.

## Filmographie
- 1933 : Två man om en änka (sv)
- 1934 : Sången till henne

## Bourse Martin Öhman

### Lauréats de la bourse Martin Öhman
- 1983 : Hillevi Martinpelto (sv)
- 1986 : Maria Andersson
- 1990 : Peter Mattei
- 1993 : Anders Larsson (sv)
- 1997 : Katarina Nilsson
- 2001 : Markus Schwartz (sv)
- 2005 : Jakob Högström
- 2008 : Frida Jansson
- 2011 : Elisabeth Meyer
- 2014 : Carl-Fredrik Tohver